# Institut des sciences et techniques des Yvelines
Fundada em 1992, a Institut des sciences et techniques des Yvelines (ou ISTY) é uma escola de engenharia, instituição de ensino superior público localizada na cidade do Vélizy-Villacoublay, França.
Campus da ISTY situa-se no pólo universitário da Universidade de Versalhes Saint Quentin en Yvelines.

## Laboratórios e centros de investigação
- Paralelismo, Redes, Sistemas, Modelagem
- Engenharia de sistemas[2]